# Karel Lodewijk Ledeganck
Karel Lodewijk Ledeganck (Eeklo, 1805. november 9. – Gent, 1847. március 19.) flamand író.

## Élete
1805. november 9-én született Eeklóban, szegény munkáscsaládból származott. 12 évesen vászonszövőgyárba ment dolgozni. Már ekkor próbálkozott versírással, első kísérleteire felfigyelt C. A. Vervier. 1827-től már különböző folyóiratokat szerkesztet, 1834-ben Kaprijke helyettes békebírójává, majd 1836-ban Zomergem békebírójává nevezik ki. 1837-től tisztviselőként dolgozott. 1840-ben feleségül veszi Virginie De Hoont, akitől három gyermeke születik. 1845-ben a Genti Egyetem professzora lesz. 1847. március 19-én, tuberkolózisban hal meg.

## Tevékenysége
Kivételes tehetségű, nagyon eredeti, ugyanakkor szerény egyéniség volt.
1836-ban megjelent verse Het klavier (A billentyű), de igazi bemutatkozását 1838-ban a Bloemen mijner lente (Tavaszi virágok) verssel tette meg. Kezdő munkái erősen az angol és francia romantikus mozgalmak befolyása alatt születtek. Pontosabban George Byron, Alphonse de Lamartine nyomdokaiban, erős kontrasztban későbbi, pesszimistább munkáival. A De drie zustersteden-t (1846) Gent, Brugge és Antwerpen városainak címezte. A mű a flamand mozgalom költői evangéliuma áttörést jelentett. Ebben a trilógiában már a generáció legjobb flamand költőjének munkáját láthatjuk. Egzaltált, melankólikus stílusban fejezi ki benne jövőbe vetett hitét és a flamand emberek iránt érzett szeretetét.